# Hugh Audley, 1. Baron Audley of Stratton Audley
Hugh Audley, 1. Baron Audley of Stratton Audley (* um 1267; † zwischen November 1325 und März 1326) war ein englischer Adliger.

## Herkunft und Erbe
Hugh Audley entstammte der englischen Adelsfamilie Audley. Er war der jüngste Sohn von James Audley und von dessen Frau Ela Longespée, einer Tochter von William Longespée of Salisbury. Nach dem Tod seines Vaters 1272 erbte der minderjährige Hugh das Gut von Stratton in Oxfordshire, das seine Mutter mit in die Ehe gebracht hatte.

## Dienst als Militär
1294 nahm er an den Kämpfen im Französisch-Englischen Krieg in Frankreich teil. Am 2. April 1299 war er in Frankreich in Gefangenschaft. Von 1299 bis 1302 nahm er an mehreren Feldzügen im Schottischen Unabhängigkeitskrieg teil. 1306 diente er als Richter in Nordwales, 1309 war er Kommandant von Montgomery Castle. 1314 nahm er am Feldzug nach Schottland und an der Schlacht von Bannockburn teil. 

## Unterstützung der Rebellion des Earl of Lancaster, Gefangenschaft und Tod
Audleys gleichnamiger Sohn Hugh Audley wurde nach 1315 einer der führenden Günstlinge von König Eduard II., geriet dabei jedoch ab 1318 in Konkurrenz zu Hugh le Despenser und wurde von diesem verdrängt. Audley wurde am 15. Mai 1321 als Baron by Writ als Baron Audley in das Parlament berufen. Er unterstützte wie sein Sohn die Marcher Lords im Despenser War und die Rebellion von Thomas of Lancaster gegen die Despensers. Er ergab sich noch vor der entscheidenden Niederlage der Rebellen in der Schlacht bei Boroughbridge im März 1322 dem König. Er wurde in Wallingford Castle inhaftiert, auch sein Sohn Hugh geriet in Gefangenschaft. Es gibt keinen Nachweis, dass Audley senior begnadigt wurde. Er starb noch vor dem Sturz des Königs und der Despensers im September 1326. Sein Titel galt als verwirkt.  

## Ehe und Nachkommen
Audley hatte zwischen 1288 und dem 7. Januar 1293 Isolt Mortimer, die Witwe von Sir Walter de Balun und einzige Tochter von Sir Edmund Mortimer, 1. Baron Mortimer und von Margaret de Fiennes geheiratet. Mit ihr hatte er mehrere Kinder:
- Sir James Audley (vor 1289–1334)
- Hugh de Audley, 1. Earl of Gloucester (um 1291–1347)
- Alice Audley (um 1300–1374), ⚭ (1) Ralph Greystoke, 1. Baron Greystoke (um 1300–1323), ⚭ (2) Ralph Neville, 2. Baron Neville de Raby (um 1291–1367)